# Euplexia internimarginata
Euplexia internimarginata är en fjärilsart som beskrevs av Rothschild 1916. Euplexia internimarginata ingår i släktet Euplexia och familjen nattflyn. Inga underarter finns listade i Catalogue of Life.